# Info-ZIP
Info-ZIP是一套处理ZIP压缩文件的开源软件。它自1989年以来一直在流通，由4个可单独安装的软件包组成：Zip和UnZip命令行实用工具；以及在Microsoft Windows和经典Mac OS上的图形用户界面：WiZ和MacZip。
Info-ZIP的Zip和UnZip已被移植到几十个计算机平台。UnZip网页阐述道，UnZip是“世界上第三大可移植程序”，第一名是Hello World，第二名可能是C-Kermit，第三名也可能是Linux内核。大多数Linux和Unix发行版中的“zip”和“unzip”程序都是Info-ZIP的Zip和UnZip。
除了Info-ZIP本身外，Info-ZIP的其他部分（包括zlib）也已被众多文件归档器或其他程序使用。许多Info-ZIP程序员也参与了其他有关DEFLATE压缩算法的项目，如PNG图像格式和zlib软件库。

## 特性
UnZip软件包还包含三个额外的实用程序：
- fUnZip用于直接从归档或其他管道输入提取ZIP或gzip文件到输出。
- UnZipSFX用于将一个ZIP文件制作为一个可执行的自解壓縮檔。
- ZipInfo用于输出ZIP文件及其内容的众多格式和信息。

Zip软件包则包含下列三个额外的实用程序：
- ZipCloak用于向ZIP归档添加或移除密码保护。
- ZipNote能够修改ZIP归档中的注释字段。
- ZipSplit能够将ZIP归档按指定字节分割，用于不同容量的存储器或下载部分。

## 历史

### UnZip
UnZip 1.0（1989年3月）由Samuel M. Smith发布。它以Pascal和C撰写。不久之后Pascal被放弃。
UnZip 2.0（1989年9月）由Samuel M. Smith发布。它包含了从PKZIP 1.01引入的“unimploding”（方法6）。 George Sipe创建了Unix版本。
UnZip 2.0a（1989年12月）由Carl Mascott和John Cowan发布。
1990年春天，Info-ZIP在SIMTEL20上形成一个邮件列表并发布。
UnZip 3.0（1990年5月）为首个由Info-ZIP小组发布的版本。
UnZip 4.0（1990年12月）在.ZIP归档中增加了“中心目录”的支持。
UnZip 5.0（1992年8月）引入了在PKZIP 1.93a中使用的DEFLATE（方法8）压缩方法的支持。方法8已经成为ZIP归档在事实上的基本标准。
1994年和1995年，Info-ZIP转变方向，在非MS-DOS系统上有效地成为了一个事实上的ZIP程序。当年发布了大量的移植，众多小型计算机、大型计算机和几乎每台微型计算机都被开发。
UnZip 5.41（2000年4月）在Info-ZIP许可证下重新授权。
UnZip 5.50（2002年2月）添加了Deflate64（方法9）解压缩的支持。
UnZip 6.0添加了“Zip64”.ZIP归档以及bzip2（方法12）解压缩的支持。自3.0f beta起，Zip中也支持bzip2式压缩。

### Zip
Zip 1.9（1992年8月）引入DEFLATE（方法8）压缩方法的支持。方法8已经成为ZIP归档在事实上的基本标准。
Zip 2.3（1999年12月）是首个以新类BSD Info-ZIP许可证授权的Info-ZIP归档工具。
Zip 3.0（2008年7月7日）支持ZIP64 .ZIP归档，每个归档可超过65536个文件、多部分归档、bzip2压缩、Unicode（UTF-8）文件名，以及（部分）注释、Unix 32位UID/GID。

### WiZ
WiZ 4.0（1997年11月）由Info-ZIP发布。
WiZ 5.01（2000年4月）在Info-ZIP许可证下重新授权。

### MacZip
MacZip 1.05（2000年7月）在Info-ZIP许可证下重新授权。
MacZip 1.06于2001年2月发行。它由Dirk Hasse编写。